# Sant Josep Obrer (Massanes)
Sant Josep Obrer de Massanes és una església del moviment Modern de Massanes (Selva) inclosa a l'Inventari del Patrimoni Arquitectònic de Catalunya.

## Descripció
Edifici religiós situat al barri de l'Empalme. D'una sola planta rectangular, amb un porxo rectangular a la façana principal. El cos principal té una coberta a doble vessant i en teula àrab, mentre que la coberta del porxo és a quatre vessants.
El porxo és amb arcades de mig punt, igual que la porta d'entrada, que a més està acompanyada a banda i banda per una finestra d'estil romànic.
A la part superior de l'església, hi ha un ull de bou amb vitralls (molt deteriorats) i un campanar d'espedanya.
Cal dir que el pes dels murs queda repartit per uns gran contraforts que hi ha als laterals.
La façana està realitzada en maó arrebossat i pintat.

## Història

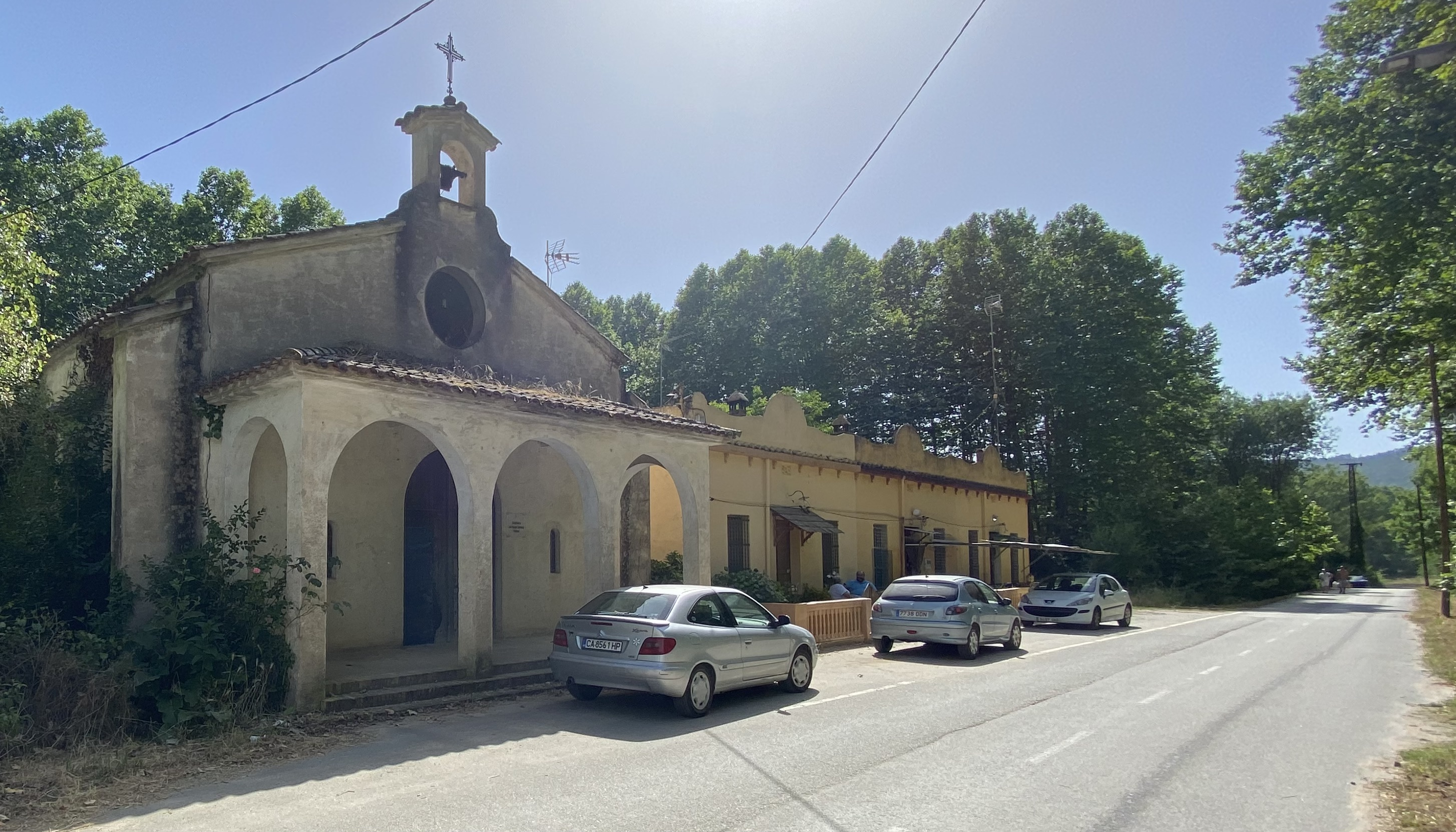
L'església i les tres cases de ferroviaris

El senyor Vilaseca tenia el projecte de construir una església a l'Empalme, però malauradament morí durant la guerra. A més, la família Vilaseca s'encarregà de comprar totes les imatges, i el veïnat s'encarregà del mobiliari. Actualment resta fora de culte i està bastant deteriorada.
Està situada al costat d'unes antigues cases modestes de ferroviaris, també incloses a l'Inventari del Patrimoni Arquitectònic de Catalunya.